# Thunder Force VI
Thunder Force VI — видеоигра в жанре горизонтального скролл-шутера, разработанная и выпущенная японской компанией Sega 30 октября 2008 года для консоли PlayStation 2. Игрок управляет космическим кораблём, который должен избавиться от империи Орн Фауст, прежде чем она уничтожит всё живое на Земле. Целью игры является прохождение уровней, на которых игрок уничтожает противников и уклоняется от их снарядов, используя арсенал мощного оружия. Thunder Force VI является шестой и последней частью франшизы Thunder Force и единственной игрой, которая не была разработана компанией-создательницей серии, Technosoft.
Изначально планировалось выпустить Thunder Force VI для консоли Dreamcast в 2000 году, однако очень небольшая часть работы была завершена перед тем, как компания Technosoft была поглощена японским производителем автоматов патинко Twenty-One Company. В 2007 году Sega купила права, чтобы возродить проект. Командой разработчиков руководил Тэцу Окано, который ранее работал над такими играми как Segagaga, Astro Boy: Omega Factor и Gunstar Super Heroes. Окано вдохновлялся играми по типу R-Type Final, для того чтобы «вернуть серию к истокам», вместо того, чтобы делать радикальные изменения в игровом процессе. Окано собрал команду из дизайнеров, которые были поклонниками серии Thunder Force и ранее имели опыт в работе над шутерами. В проекте помогали несколько работников из Taito и Konami. Предполагалось, что игра станет первой частью серии «Project STG», в которой будут выпускаться ремейки и перезагрузки старых серий игр shoot’em up. Во время разработки некоторое время рассматривалась возможность портирования на платформы Xbox 360, PlayStation Portable и аркадные автоматы, но впоследствии от этой идеи отказались.
Thunder Force VI получила от рецензентов смешанные оценки. К игре высказывались претензии из-за нечёткой графики, маленькой продолжительности и саундтрека. Обозреватели посчитали, что игра в основном состоит из переработанных уровней и механик старых игр серии. Игроки были особенно настроены негативно из-за отсутствия новизны и инноваций. К плюсам журналисты отнесли игровой процесс, графический стиль и выбор оружия.

## Разработка
Thunder Force VI изначально разрабатывалась в начале 2000 года для консоли Dreamcast компанией-создательницей серии, Technosoft. За исключением раннего тестового видео, демонстрирующего вступительные ролики и нескольких музыкальных композиций, разработка не продвинулась и проект был законсервирован, когда Technosoft была поглощена производителем автоматов патинко Twenty-One Company. Композитор проекта выпустил музыку, которую предполагалось использовать в игре в виде альбома под названием «NOISE Game Music Vol. 3 — Broken Thunder», в котором содержались как треки из Thunder Force VI, так и из других частей серии, таких как Thunder Force V.
В начале 2007 году, Sega приобрела у Technosoft и Twenty-One лицензию на возрождение проекта и выпуск. Разработка велась ветераном Sega, Тэцу Окано, который известен своей работой над такими играми, как Segagaga, Astro Boy: Omega Factor, и Gunstar Super Heroes. Окано был большим поклонником серии Thunder Force и был заинтересован, чтобы сделать полноценный сиквел для современных платформ. Ранее он занимался дизайном уровня в стиле Thunder Force для игры Segagaga, которая использовала музыку из альбома «Broken Thunder». После подписания сделки с Technosoft, дизайнер смог использовать музыку из Dreamcast версии Thunder Force VI. Окано собрал команду разработчиков, которые тоже были поклонниками серии и имели опыт в создании шутеров. Помощь с проектом оказывали несколько разработчиков из Taito и Konami. Вдохновение для проекта, дизайнер черпал из игры шутера R-Type Final, разработанного Irem. Целью проекта было «вернуть серию к её истокам», вместо того, чтобы пытаться вносить лишь новые идеи и кардинально менять игровой процесс. Окано и команде разработки также приходилось следить за бюджетом, чтобы не раздуть его. Также дизайнер думал о том, чтобы создать версию игры для аркадных автоматов, но от этой идеи пришлось отказаться, так как он не смог найти подходящую аркадную систему, которая бы обладала необходимой производительностью. Саундтрек Thunder Force VI был написан Тамаё Кавамото, работавшим над RayForce, Го Сато, композитором Raiden, и Мотоаки Фурукава, написавшим музыку к Gradius.
Окано считал, что Thunder Force VI станет первой игрой в серии Project STG, которая будет включать в себя потенциальные возрождения и ремейки серий игр shoot’em up. В интервью он рассуждал, что если Thunder Force VI будет успешным, то скорее всего в серии выйдут и другие игры. Окано также думал о том, чтобы портировать игру на Xbox 360 или PlayStation Portable, однако от этих планов было решено отказаться. Sega официально объявила об игре в журнале Famitsu в июле 2008 года, показав несколько скриншотов и выпустив рекламное видео на своём вебсайте. Компания Twenty-One также обновила свой сайт с объявлением о том, что у неё вместе с Sega есть намерения возродить серию. 30 октября 2008 года Thunder Force VI была выпущена в Японии на PlayStation 2.

## Оценки и отзывы
Отзывы на Thunder Force VI часто были смешанными и рецензенты отмечали проблемы с несбалансированной сложностью, не впечатляющим саундтреком и заимствованием материалов и дизайна уровней из предыдущих игр серии. Поклонники серии были особенно настроены негативно, так как по их мнению игра была хуже предшественниц и в ней отсутствовали как инновации, так и оригинальность.
Журналист испанского издания MeriStation похвалил вариативность оружия игры, особенно отметив «CRAW», которое было улучшено по сравнению с Thunder Force V, однако остался разочарован дизайном уровней, поскольку они были слишком похожи на использованные в предыдущих играх. Кроме того, графический стиль также был отнесён к минусам из-за того, что выглядел хуже, чем в других играх, например в Gradius V. Рецензент похвалил саундтрек за атмосферу «Нью-эйдж техно» и за то, что игровой процесс всё же является весёлым, хотя и посетовал на короткую продолжительность. Журналист выразил надежду, что игра будет выпущена за пределами Японии в таких сервисах как Xbox Live Arcade. Испанская версия журнала Edge отнесла к минусам слишком простую сложность игры и переиспользование материалов и идей из старых игр Thunder Force.
В 2016 году в ретроспективном обзоре, сайт Hardcore Gaming 101 посчитал, что проект выглядит как шаг назад по сравнению с такими играми, как R-Type Final или Gradius V из-за использования размытых текстур, не выдающегося саундтрека и отсутствия оригинальных идей. В ретроспективной рецензии от Nintendo Life, журналист посчитал, что минусами игры являются короткая длина и отсутствие уникальных идей, отмечая что проект просто переиспользовал идеи из франшизы Thunder Force вместо того, чтобы применить какие-нибудь новые механики или концепции.